# Newt Gingrich
Newton «Newt» Leroy Gingrich o simplemente Newt Gingrich (nacido Newton Leroy McPherson el 17 de junio de 1943) es un político estadounidense que fue presidente de la Cámara de Representantes (1995-1999). Fue candidato a la nominación presidencial del Partido Republicano de 2012.

## Biografía
Gingrich nació en Harrisburg, Pensilvania, el 17 de junio de 1943 con el nombre de Newton Leroy McPherson. Su madre, Kathleen "Kit" (nacida Daugherty; 1925–2003) y su padre biológico, Newton Searles McPherson, se habían casado en septiembre de 1942, ella de 16, él de 19; el matrimonio naufragó a los pocos días. En 1946 su madre se casó con el oficial del ejército Robert Gingrich (1925–1996), quien adoptó a Newt. Gingrich tiene tres medias hermanas más jóvenes: Candace Gingrich (militante lesbiana en Human Rights Campaign), Susan Gingrich y Roberta Brown. Gingrich tiene orígenes alemanes, ingleses, escoceses e irlandeses y fue criado en la fe luterana aunque en 2009 se convirtió al catolicismo. 
Creció en Hummelstown, cerca de Harrisburg, y en las inmediaciones de las bases militares adonde su padre fue enviado. Obtuvo una licenciatura en historia en la Universidad de Emory en Atlanta en 1965 y se doctoró en historia moderna europea por la Universidad de Tulane (Nueva Orleans) en 1971. 
Fue elegido para la Cámara de Representantes por Georgia en noviembre de 1978. Representó a Georgia durante veinte años, entre 1979 a 1999. Fue nombrado hombre del año por la revista Time en 1995, es responsable de la «revolución republicana» en la Cámara, dando fin a cuarenta años de mayoría demócrata. Fue elegido presidente (speaker) de la Cámara de Representantes desde el 4 de enero de 1995 al 3 de enero de 1999. Representó durante muchos años la oposición más acérrima contra el gobierno de Bill Clinton y en 1994 redactó el programa del Partido Republicano bajo el título de Contrato con América. En él se comprometía a, en menos de cien días, introducir en la constitución una enmienda que estableciese la estabilidad presupuestaria, e iniciar políticas de lucha contra la criminalidad, protección de la infancia, mejoras fiscales a las familias, refuerzo de la defensa nacional, aumento de la edad laboral, desregulación económica, reforma del sistema judicial y limitación de los mandatos políticos entre otras. Su periodo como presidente de la Cámara de Representantes fue muy conflictivo y criticó duramente al presidente Clinton por su relación extramatrimonial con Monica Lewinsky, a pesar de que él mismo engañaba a su esposa, Marianne Ginther, de la cual se divorciaría en 2000 para casarse con su actual mujer, Callista Bisek. Los escándalos sobre su conflictiva vida personal mermaron su popularidad y tuvo que salir de la política activa durante unos años.
Entre 1999 y 2011, se dedicó a los negocios, organizando el "Grupo Gingrich" (Gingrich Group), donde desarrolla sus actividades empresariales. Fundó en 2007 "Producciones Gingrich" (Gingrich Productions) encabezada por su esposa Callista Gingrich, empresa dedicada a la producción de documentales históricos y religiosos, publicación de libros, entre otros. Al mismo tiempo, formó "Comunicaciones Gingrich" (Gingrich Comunications) dedicada a la promoción de sus apariciones públicas y a la compra de activos en medios de comunicación. Esta empresa fue cerrada en 2011, cuando Gingrich anuncia su candidatura presidencial.
Entre 2005 y 2007, Gingrich anunció sus intenciones de competir para lograr la nominación presidencial republicana de 2008, sin embargo su candidatura no fructificó. El 11 de mayo de 2011, y tras años fuera de las contiendas electorales, anunció su candidatura a las primarias del Partido Republicano para las elecciones presidenciales de 2012. Actualmente es uno de los principales opositores al presidente demócrata Barack Obama, al que acusa de exceso de estatalismo en economía (por lo que promueve la paralización de la Administración Pública y de la ley de sanidad -  Ley de Protección al Paciente y de Salud Asequible), y le acusa de aquiescencia en política exterior. El 21 de enero de 2012 obtuvo su primera victoria en las primarias republicanas de Carolina del Sur, obteniendo 23 delegados y superando a su principal contrincante, Mitt Romney. Esto lo convirtió en el precandidato favorito de la facción más derechista del Partido Republicano, sector dominado por el Tea Party. El 2 de mayo de 2012, se retiró de la contienda y anunció su apoyo a Mitt Romney.
Ha escrito una veintena de libros, la mayoría ensayos sobre historia y política, pero también ficción (novela histórica).